# Petropavlovsk (nave da battaglia 1894)
La Petropavlovsk (in russo Петропавловск?) fu una nave da battaglia tipo pre-dreadnought della Voenno Morskoj Flot Rossijskoj Imperii, capoclasse della classe Petropavlovsk. La nave prese il nome dalla battaglia di Petropavlovsk, combattuta durante la guerra di Crimea.

## Caratteristiche tecniche
Nata come versione ingrandita e migliorata della Imperator Nikolaj I, la classe Petropavlovsk divenne poi un progetto nuovo a tutti gli effetti. Abbandonate le casematte, l'armamento secondario fu posizionato in torrette seguendo il design della statunitense classe Indiana. Il sistema propulsivo della Petropavlovsk, analogamente a quello della nave sorella Poltava, era di costruzione britannica. Nonostante ciò la Petropavlovsk era leggermente più potente della Poltava, e decisamente più potente della terza nave della classe, la Sevastopol', i cui macchinari erano di fabbricazione russa. La produzione della corazzatura fu affidata a Stati Uniti e Germania, che però risentirono di problemi produttivi. Difatti, sola la Poltava ricevette la nuova corazzatura Krupp sia per lo scafo che per le torrette, e mentre per la Sevastopol' si riuscì ad adottare una corazzatura Harvey almeno per lo scafo, la corazzatura della Petropavlovsk era di semplice acciaio al nichel. Si rese necessario quindi, per compensare la minore resistenza, aumentare lo spessore delle lastre, che nel caso della corazzatura dello scafo fu portato dai 368 mm di progetto a 406 mm.

## Servizio
Nell'ottobre 1897 la Petropavlovsk salpò da San Pietroburgo per giungere a Kronštadt, dove si sarebbe completato l'allestimento. Nel 1898 furono montati i cannoni e la nave fu trasferita a Liepāja dove rimase fino al 1899, quando tornò a Kronštadt. Il 5 ottobre 1899 la Petropavlovsk fu trasferita in Estremo Oriente, nello Squadrone dell'Asia orientale, parte della flotta del Pacifico. Sotto la direzione di Aleksandr Kolčak, la nave partecipò ad esperimenti idrogeologici nel nord dell'oceano Pacifico. Quando la nave giunse nel Mar Mediterraneo, Kolčak accettò un posto nella spedizione Toll. La Petropavlovsk giunse a Port Arthur il 28 aprile 1900, diventando la nave ammiraglia del viceammiraglio Nikolay Skrydlov, comandante dello Squadrone dell'Asia orientale. Nello stesso anno la nave partecipò alla repressione rivolta dei Boxer in Cina. Nell'ottobre del 1902 il comando dello squadrone passò al retroammiraglio Oskar Stark, che mantenne la Petropavlovsk come sua nave ammiraglia.
Allo scoppio della guerra russo-giapponese, nel febbraio 1904, la Marina imperiale giapponese lanciò un attacco a sorpresa contro le navi russe ancorate a Port Arthur. I russi non erano preparati ad un attacco, e la confusione dilagò all'interno del porto. Durante il primo giorno della battaglia di Port Arthur la Petropavlovsk non fu colpita, ma riportò danni leggeri il giorno seguente, quando le navi russe ingaggiarono quelle giapponesi. Colpita da un 1 colpo da 152 mm e da 2 colpi da 305 mm, tra i membri dell'equipaggio si contarono 1 morto e 4 feriti. La Petropavlovsk sparò 20 colpi da 305 mm e 68 da 152 mm contro le navi da battaglia giapponesi, ma nessuno colpi il bersaglio. Nella battaglia rimase danneggiata la Cesarevič, nave ammiraglia del comandante dello squadrone, il viceammiraglio Stepan Makarov, che scelse come nuova ammiraglia la Petropavlovsk, nonostante la ritenesse inferiore alla Cesarevič.
Non essendo riuscito a bloccare le navi russe nel porto l'ammiraglio Tōgō Heihachirō, comandante della flotta giapponese, formulò un nuovo piano. Navi giapponesi avrebbero minato l'entrata del porto e quindi attirare i russi all'interno del campo minato, con la speranza di affondare un certo numero di navi da guerra nemiche. La notte del 31 marzo, scortata da 4 distaccamenti di cacciatorpediniere, la posamine Koru-Maru iniziò a posare mine all'entrata di Port Arthur. Le navi giapponesi furono avvistate dai russe, ma credettero che si trattasse di cacciatorpediniere a cui avevano ordinato di pattugliare la zona.
Il 13 aprile la Strashnii, un cacciatorpediniere russo, fu intercettata da cacciatorpediniere giapponesi e tra le opposte fazioni iniziò una battaglia navale. Makarov inviò immediatamente l'incrociatore corazzato Bayan in aiuto alla Strashnii. Dopo che il Bayan aveva riportato la presenza di incrociatori giapponesi nella zona, Makarov decise di condurre il grosso delle forze per ingaggiare battaglia contro le navi giapponesi e portare soccorso ai sopravvissuti della Strashni. Oltre alla Petropavlovsk, tra le navi che Makarov condusse nel Mar Giallo c'erano la Poltava, che era riuscita a lasciare Port Arthur, 4 incrociatori ed un gruppo di cacciatorpediniere. Tuttavia, i giapponesi si ritirarono oltre il raggio di tiro delle difese di Port Arthur, inoltre furono rafforzati dall'arrivo di 6 navi da battaglia. Alle 08:50 Makarov ordinò l'inversione di rotta, per ritornare al porto ed unirsi alle 3 navi da battaglia che avevano appena lasciato.
Alle 09:42, dopo che le navi agli ordini di Makarov si erano radunate ed avevano voltato le spalle al nemico, a circa 2 miglia dalla costa la Petropavlovsk urtò una delle mine giapponesi a babordo. Alcuni osservatori riferirono di aver visto tre esplosioni, una delle quali sembrava essere di una delle polveriere, a seguito delle quali la Petropavlovsk affondò in meno di due minuti. Nell'affondamento perirono Makarov ed i suoi collaboratori, il celebre pittore russo Vasilij Vasil'evič Vereščagin, 26 ufficiali e 652 marinai. Solo 7 ufficiali e 73 marinai furono tratti in salvo. Tra questi vi era anche Kirill Vladimirovič Romanov, membro della famiglia imperiale russa, che serviva come ufficiale.
Nel 1913 fu costruito a San Pietroburgo un monumento per onorare Stephan Makarov, dopo che alcuni sommozzatori giapponesi avevano identificato i suoi resti all'interno del relitto della Petropavlovsk e gli avevano dato sepoltura in mare.